# Xavier da Silveira
Joaquim Xavier da Silveira (Santos, 7 de outubro de 1840 — Santos, 30 de agosto de 1874) foi um poeta, jornalista, advogado e líder abolicionista brasileiro.

## Biografia
Filho do capitão de milícias Francisco Xavier da Silveira, o jovem Joaquim trabalhou no comércio, como auxiliar de escritório e guarda-livros, vindo a cursar a Faculdade de Direito de São Paulo, donde saiu formado em 1865. Jornalista, jurisconsulto e tribuno, foi reconhecido como grande orador e defensor da causa da libertação dos escravos no Brasil. Faleceu ainda jovem com apenas 34 anos, vítima da varíola que grassava no município.
Realizou várias obras como poeta, apesar de não ter editado nenhum livro enquanto vivo. Seu livro mais conhecido, Poesias, foi publicado somente em 1902 pelas mãos de seu filho, Joaquim Xavier da Silveira Júnior, advogado e discípulo das idéias do pai. Além deste livro, dentre suas obras, destaca-se Porque Amo a Noite, Só e História de Um Escravo.
Hoje, Xavier da Silveira é nome de ruas, entre elas uma no centro de Santos - SP (Avenida Xavier da Silveira). Destaca-se também a herma disposta em uma praça próxima às avenidas Ana Costa e Francisco Glicério em Santos, donde seu busto paira em observação perene ao crescimento de sua querida cidade. A rua Xavier da Silveira em Copacabana na cidade do Rio de Janeiro, foi homenagem ao filho de Joaquim Xavier da Silveira, Joaquim Xavier da Silveira Júnior, que foi Prefeito da cidade maravilhosa. Dá nome ainda a uma das avenidas (Avenida Xavier da Silveira) na Cidade do Natal.